# Frontonas
Frontonas és un municipi francès situat al departament de la Isèra i a la regió d'Alvèrnia-Roine-Alps. L'any 2007 tenia 1.829 habitants.

## Demografia

### Població
El 2007 la població de fet de Frontonas era de 1.829 persones. Hi havia 652 famílies de les quals 104 eren unipersonals (32 homes vivint sols i 72 dones vivint soles), 204 parelles sense fills, 308 parelles amb fills i 36 famílies monoparentals amb fills.
La població ha evolucionat segons el següent gràfic:
Habitants censats

### Habitatges
El 2007 hi havia 703 habitatges, 659 eren l'habitatge principal de la família, 18 eren segones residències i 26 estaven desocupats. 671 eren cases i 30 eren apartaments. Dels 659 habitatges principals, 573 estaven ocupats pels seus propietaris, 70 estaven llogats i ocupats pels llogaters i 16 estaven cedits a títol gratuït; 1 tenia una cambra, 15 en tenien dues, 51 en tenien tres, 177 en tenien quatre i 415 en tenien cinc o més. 568 habitatges disposaven pel capbaix d'una plaça de pàrquing. A 197 habitatges hi havia un automòbil i a 429 n'hi havia dos o més.

### Piràmide de població
La piràmide de població per edats i sexe el 2009 era:
| Homes | Edats   | Dones |
| ----- | ------- | ----- |
| 0     | 95 o +  | 0     |
| 0     | 90 a 94 | 0     |
| 0     | 85 a 89 | 0     |
| 8     | 80 a 84 | 8     |
| 20    | 75 a 79 | 28    |
| 20    | 70 a 74 | 16    |
| 20    | 65 a 69 | 20    |
| 60    | 60 a 64 | 36    |
| 28    | 55 a 59 | 44    |
| 48    | 50 a 54 | 52    |
| 80    | 45 a 49 | 48    |
| 72    | 40 a 44 | 80    |
| 116   | 35 a 39 | 76    |
| 60    | 30 a 34 | 92    |
| 40    | 25 a 29 | 40    |
| 16    | 20 a 24 | 32    |
| 84    | 15 a 19 | 68    |
| 48    | 10 a 14 | 80    |
| 60    | 5 a 9   | 68    |
| 52    | 0 a 4   | 76    |

## Economia
El 2007 la població en edat de treballar era de 1.223 persones, 903 eren actives i 320 eren inactives. De les 903 persones actives 845 estaven ocupades (445 homes i 400 dones) i 58 estaven aturades (23 homes i 35 dones). De les 320 persones inactives 127 estaven jubilades, 119 estaven estudiant i 74 estaven classificades com a «altres inactius».

### Ingressos
El 2009 a Frontonas hi havia 648 unitats fiscals que integraven 1.860 persones, la mediana anual d'ingressos fiscals per persona era de 22.231 €.

### Activitats econòmiques
Dels 114 establiments que hi havia el 2007, 2 eren d'empreses extractives, 3 d'empreses alimentàries, 2 d'empreses de fabricació de material elèctric, 15 d'empreses de fabricació d'altres productes industrials, 15 d'empreses de construcció, 22 d'empreses de comerç i reparació d'automòbils, 4 d'empreses de transport, 8 d'empreses d'hostatgeria i restauració, 3 d'empreses d'informació i comunicació, 4 d'empreses financeres, 2 d'empreses immobiliàries, 21 d'empreses de serveis, 9 d'entitats de l'administració pública i 4 d'empreses classificades com a «altres activitats de serveis».
Dels 27 establiments de servei als particulars que hi havia el 2009, 1 era una oficina de correu, 3 tallers de reparació d'automòbils i de material agrícola, 4 paletes, 2 guixaires pintors, 4 fusteries, 3 lampisteries, 2 perruqueries, 1 veterinari, 6 restaurants i 1 tintoreria.
Dels 5 establiments comercials que hi havia el 2009, 2 eren fleques, 2 carnisseries i 1 una llibreria.
L'any 2000 a Frontonas hi havia 21 explotacions agrícoles que ocupaven un total de 720 hectàrees.

## Equipaments sanitaris i escolars
L'únic equipament sanitari que hi havia el 2009 era una farmàcia.
El 2009 hi havia 1 escola maternal i 1 escola elemental.

## Poblacions més properes
El següent diagrama mostra les poblacions més properes.